# Eisbrecher
Gli Eisbrecher sono un gruppo musicale industrial metal tedesco rappresentanti del genere Neue Deutsche Härte, attivi dal 2003.

## Storia del gruppo
Il gruppo è originario di Fürstenfeldbruck ed è stato fondato da Alexx Wesselsky (voce, ex Megaherz) e Noel Pix (chitarra).
Nel 2004 è stato pubblicato l'omonimo album d'esordio. Il secondo disco in studio è uscito nell'ottobre 2006. Nel 2007 ci sono stati importanti cambiamenti nella line-up.
Nel luglio 2008 è uscito il primo singolo estratto da Sünde, terzo album in studio che ha consacrato la band in patria. Tra il 2008 e il 2009 il gruppo ha intrapreso un tour che ha toccato diversi Paesi come Germania, Paesi Bassi, Russia, Svizzera e Austria.
Nel marzo 2009 il gruppo ha firmato un contratto per il mercato statunitense con la Metropolis Records. L'album Sünde è stato quindi pubblicato anche in Nord America.
Nel mese di aprile del 2010 è uscito Eiszeit. In seguito il gruppo ha firmato un contratto con la Sony Records.

## Formazione
Attuale
- Alexx Wesselsky – voce (2003-presente)
- Jürgen Plangger – chitarra (2007-presente)
- Marc 'Micki' Richter - chitarra (2024-presente)
- Rupert Keplinger – basso (2013-presente)
- Max "Maximator" Schauer – tastiere (2008-presente)
- Achim Färber – batteria (2011-presente)

Ex membri
- Feelix Primc – chitarra (2003-2007)
- Micheal Behnke – basso (2003-2007)
- Martin Motnik – basso (2007-2008)
- Olli Pohl – basso (2008-2010)
- Dominik Palmer – basso (2010-2013)
- Rene Greil – batteria (2003-2011)
- Noel Pix – chitarra (2003-2024)

## Discografia

### Album in studio
- 2004 – Eisbrecher
- 2006 – Antikörper
- 2008 – Sünde
- 2010 – Eiszeit
- 2012 – Die Hölle muss warten
- 2015 – Schock
- 2017 – Sturmfahrt
- 2020 – Schicksalsmelodien
- 2021 – Liebe Macht Monster
- 2025 - Kaltfront

### Album dal vivo
- 2015 – Schock Live
- 2020 – Live: Mera Luna Festival 2018

### Raccolte
- 2011 – Eiskalt